# Голд-Кост Тайтнз
«Голд-Кост Тайтнз» (англ. Gold Coast Titans — «титаны Голд-Коста») — австралийская профессиональная команда по регбилиг (регби-13), выступающая в Национальной регбийной лиге. Клуб базируется в Голд-Косте (штат Квинсленд) и проводит домашние матчи на арене «Скиллд Парк» вместимостью 27 400 зрителей. На данный момент «титаны» являются самой молодой командой чемпионата, коллектив был создан в 2007 году.
Предшественником команды выступил клуб «Голд-Кост Чарджерс», участвовавший в чемпионате в 1988—1998 годах.

## История
Проект создания клуба появился сразу после исключения из лиги финансово успешных «Чарджерс». Представители чемпионата желали видеть две большие команды в Брисбене, центре Квинсленда. Попытка запуска второй брисбенской команды провалилась в 1999 году, и бывший игрок «Чарджерс» Майкл Серл начал разработку заявки от нового клуба из Голд-Коста. В структуру команды должен был войти бывший глава «Чарджерс» Пол Броутон. Проект получил в прессе название The Gold Coast Consortium. Руководители «консорциума» непрерывно пытались убедить представителей НРЛ в необходимость расширения состава участников и включения команды из Голд-Коста. В городе были организованы предсезонные матчи НРЛ, собиравшие в среднем 16 тысяч зрителей, пик же составил 20 тысяч.
В августе 2004 года заявка Серла была отклонена. Тем не менее, через некоторое время «консорциум» устроил презентацию команды в городском выставочном центре, представив публике название и цвета команды. Клуб изначально именовался «Голд-Кост Долфинс», использовались белый, нефритовый и оранжевый цвета. Бренд быстро обретал популярность, и брисбенская команда «Редклифф Долфинс», также намеревавшаяся присоединиться к лиге, инициировала судебное разбирательство с конкурентами. После рассмотрения заявок от Голд-Коста, «Сентрал Кост Беарз» и «Веллингтог Оркас» представители лиги заявили, что расширения числа участников до шестнадцати не будет. Заявке Голд-Коста было отказано по причине несоответствия инфраструктуры требованиям.
Сторона заявки, впрочем, продолжила процедуру и сдвинула предполагаемую дату включения в лигу на 2007 год. Вскоре правительство штата объявило о строительстве нового стадиона в Робайне стоимостью 100 млн. австралийских долларов. Арена должна была вмещать 25 тысяч зрителей. 27 мая 2005 года глава НРЛ Дэвид Гэллоп объявил о присоединении клуба к чемпионату.
За годы существования команда сделала несколько громких приобретений. Одним из главных стало приглашение тренера «Сидней Рустерз» Джона Картрайта. К команде присоединились известные игроки Престон Кэмпбелл, Скотт Принс, Люк Бейли и Мэт Роджерс.

## Текущий состав
Обновление: 22 февраля 2013 года.
Главный тренер: Джон Картрайт.

## Результаты
| Сезон | Матчи  | Победы | Ничьи | Поражения | Позиция | Ч | Ф | РЧ | ПО | ДЛ | Тренер        | Капитан                 |
| ----- | ------ | ------ | ----- | --------- | ------- | - | - | -- | -- | -- | ------------- | ----------------------- |
| 2007  | 24     | 10     | 0     | 14        | 12      |   |   |    |    |    | Джон Картрайт | Люк Бейли / Скотт Принс |
| 2008  | 24     | 10     | 0     | 14        | 13      |   |   |    |    |    | Джон Картрайт | Люк Бейли / Скотт Принс |
| 2009  | 24 (2) | 16     | 0     | 8 (2)     | 3       |   |   |    | ♦  |    | Джон Картрайт | Люк Бейли / Скотт Принс |
| 2010  | 24 (2) | 15 (1) | 0     | 9 (1)     | 4       |   |   |    | ♦  |    | Джон Картрайт | Скотт Принс             |
| 2011  | 24     | 6      | 0     | 18        | 16      |   |   |    |    | ♦  | Джон Картрайт | Скотт Принс             |
| 2012  | 24     | 10     | 0     | 14        | 11      |   |   |    |    |    | Джон Картрайт | Скотт Принс             |
| 2013  | 3      | 2      | 0     | 1         | 4       |   |   |    |    |    | Джон Картрайт | Нэйт Майлз / Грег Бёрд  |